# 年画

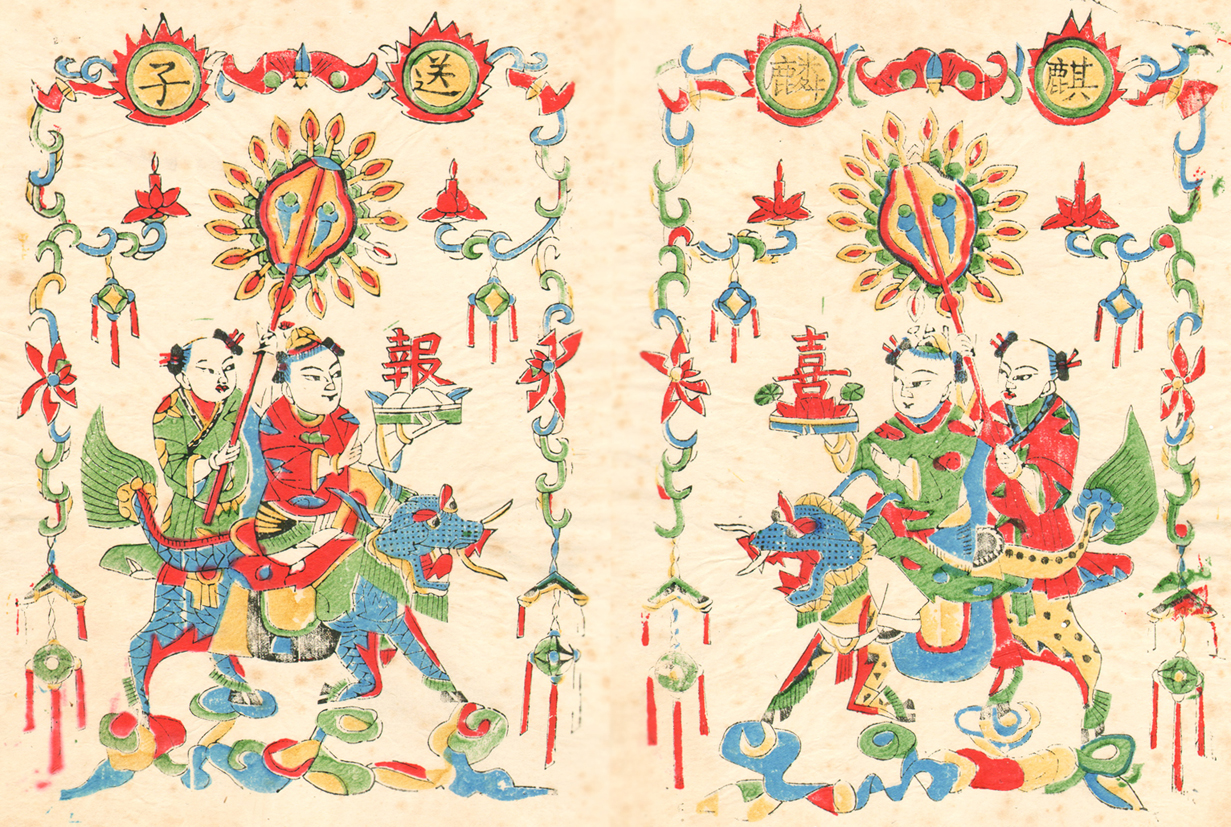
中國年畫

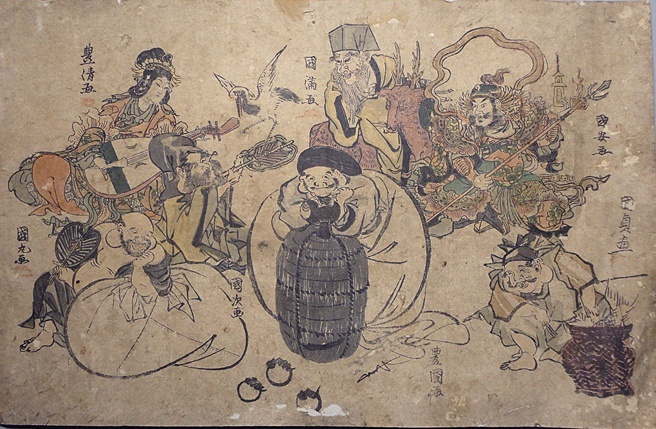
日本七福神浮世繪年畫

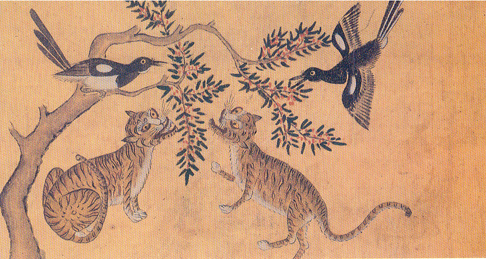
鵲虎圖是朝鮮歲畫常見題材

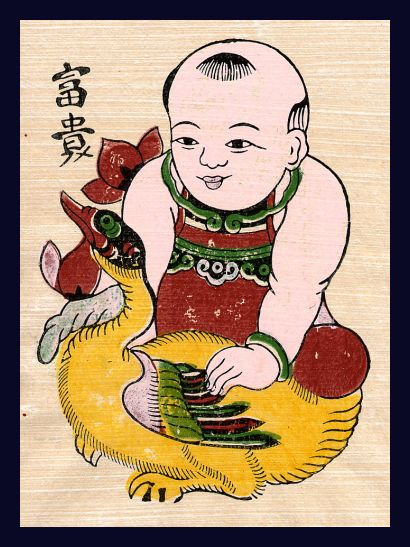
越南木板年畫

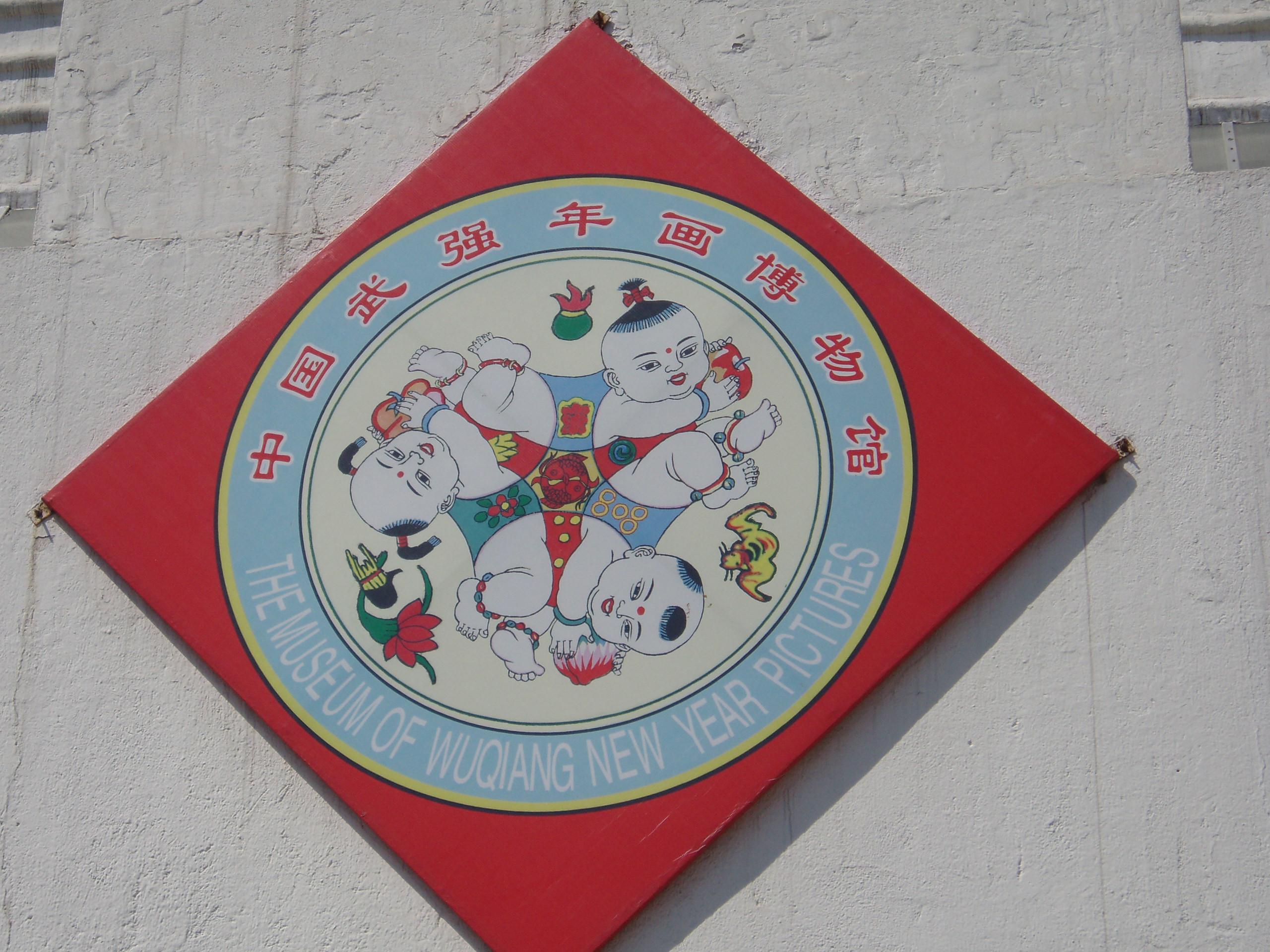
山东潍坊杨家埠年画《五子夺魁》

年画是東亞的一种民间美术形式。因伴随着新春「趋吉避凶」的活动也产生，故名年画。在朝鮮則稱為歲畫，越南稱為幀節。

## 歷史
年畫起源於中國，作为一种正式的民间画种，年画大约始于五代北宋，其渊源却可以上推至秦汉或更早的驱鬼、避邪之类的守护神门画，旧称“纸画”、“纸片”与“画张”等。
宋代镂版雕印的发展以及春节庆祝活动的丰富促使年画得到发展，题材丰富起来，有风俗、仕女、娃娃、戏曲等。
随着明代中后期版画的兴盛，彩色套印技术的成熟大大促进了木版年画的绘制与销行。明清时期可谓是木版年画的鼎盛期。
清代末叶开始流行石印及胶版印刷的年画，盛行“月份牌年画”，主要集中在上海、天津等城市。
如今传统雕版年画比较少见，更为常见的是使用电脑技术绘制印刷的年画，题材也不仅限于传统的锦鲤、娃娃、财神等，例如在中国大陆的市场上经常可以见到十大元帅和中共领导人题材的年画。

## 現代年畫
現在，年画更加成了一种为群众所喜闻乐见的艺术，无论在题材上，还是在表现手法上都日趋丰富。

## 各地年畫

### 中國的年畫
作为年节装饰绘画，年画的内容多为「表吉祥、志喜庆」一类，形式上则是红火活泼，单纯明快，色彩亦鲜艳明亮，多用单色平涂，题材上则包罗一切具有喜庆色彩的风俗生活，新闻轶事、传统戏曲小说、民间故事等，其创作与群众生活密切相关，地区特色显著。其中，以天津的杨柳青年画与江苏苏州桃花坊年画以及山东潍坊的杨家埠年画著称于世。
中国现存最早的年画是宋朝版《隋朝窈窕呈倾国之芳容图》，画的是王昭君、赵飞燕、班姬、绿珠，俗称《四美图》。

### 朝鮮的年畫
稱為歲畫，有印於白紙上的黑白版畫，也有彩色顏料繪畫者，常見有龍、虎、鹿、喜鵲等吉祥動物圖案。

### 越南的年畫
以兒童、風俗生活為主，色彩鮮豔，有些繪在木板上。

### 日本的年畫
有浮世繪、水墨畫等形式，浮世繪多以日本神祇如七福神為題材，水墨畫則常見歲寒三友（松、竹、梅）等。